# Wilhelm Lange (Philologe)
Johann Wilhelm Lange (* 1. März 1767 in Halle (Saale); † 7. Dezember 1831 ebenda) war ein deutscher Klassischer Philologe. Lange war Professor an der Halleschen Universität, Bibliothekar der Universitätsbibliothek und Lehrer am Lutherischen Gymnasium in Halle.

## Leben
Wilhelm Lange wurde als Sohn eines Gastwirtes im Hotel „Zur Goldenen Kugel“ in Halle geboren. Er besuchte das Lutherische Gymnasium seiner Heimatstadt und sollte später die Gastwirtschaft der Eltern übernehmen. Entgegen deren Wunsch begann er 1785 ein Medizinstudium an der Halleschen Universität, wechselte aber schon bald unter dem Einfluss des Philologen Friedrich August Wolf das Studienfach und studierte nun Alte Sprachen.
Nach Beendigung seines Studiums erhielt Lange 1791 eine Anstellung, zunächst als Collaborator, später als ordentlicher Lehrer, am Lutherischen Gymnasium in Halle. Direktor der Schule war Benjamin Friedrich Schmieder, Langes späterer Schwiegervater. Da er an der Universität auch theologische Vorlesungen besuchte, predigte er oftmals in der Zuchthauskirche in Halle und wurde als Mitglied in das Kirchenkollegium von St. Georgen in Glaucha bei Halle gewählt. Nach der Zusammenlegung des Gymnasiums mit der Lateinischen Schule des Waisenhauses der Franckeschen Stiftungen erhielt er eine ordentliche Lehrerstelle an dieser Schule.
Bereits 1795 erlangte er nach einer zweitägigen öffentlichen Disputation den Doktor der Philosophie und das Recht, selbst Vorlesungen als Privatdozent an der Universität zu halten. 1802 wurde ihm die Leitung der Universitätsbibliothek übertragen. 1810 erhielt Lange eine außerordentliche Professur an der Universität Halle.
Wilhelm Lange starb am 7. Dezember 1831, im Alter von 64 Jahren, in Halle unerwartet an einer Lungenembolie. Zwei Monate zuvor hatte er sich das linke Schienbein gebrochen, den Bruch aber ausgeheilt. Lange wurde auf dem St. Andreasfriedhof in Halle bestattet, zahlreiche seiner Schüler begleiteten den Trauerzug. Er war seit 1795 mit der ältesten Tochter von Schulrektor Benjamin Friedrich Schmieder verheiratet. Das Paar hatte drei Kinder, zwei Söhne und eine Tochter, von denen aber nur der jüngste Sohn die Eltern überlebte.
Wilhelm Lange hinterließ zahlreiche Schriften. Bereits 1797 erschien sein Werk Isokrates Panegyrikus über den griechischen Redner Isokrates, das er mit einer Einleitung und Anmerkungen versah. Auch spätere Veröffentlichungen widmete er Isokrates, so 1798 eine Übersetzung seiner Reden und Briefe. Er beschäftigte sich aber auch mit den Werken von Xenophon und Phaedrus. 1829 erschien sein Lesebuch Sprech- und Sprachschule und noch im gleichen Jahr der zweite Band Sprachlicher Denkstoff.

## Veröffentlichungen (Auswahl)
- Isokrates Panegyrikus. Zum ersten Mahle aus dem Griechischen übersetzt, mit einer Einleitung und den nöthigsten Anmerkungen versehen. Leipzig 1797.
- Des Isokrates Sämmtliche Reden Und Briefe. Berlin / Stralsund 1798.
- Isocratis opera quae extant omnia. Halle 1803.
- Xenophontis memorabilium Socratis. Halle 1806.
- C. Sallustii Crispi Opera Quae Exstant Praeter Fragmenta Omnia. Halle 1815.
- Entwurf einer Fundamental-Metrik oder allgemeinen Theorie des griechischen und römischen Verses. Halle 1820.
- Xenophontis Symposium. Halle 1825.
- Commentatio de difficili Horatii loco in Satyris. Halle 1826.
- Sprech- und Sprachschule. Ein Lesebuch für die deutsche Jugend zur Beförderung ihres Sprachvermögens. Magdeburg 1829.
- Sprachlicher Denkstoff. Lesebuch für die deutsche Jugend. Magdeburg 1829.